# Orchesellaria podurae
Orchesellaria podurae är en svampart som beskrevs av Manier 1979. Orchesellaria podurae ingår i släktet Orchesellaria och familjen Asellariaceae.   Inga underarter finns listade i Catalogue of Life.